# Temple de Volta
Le Temple de Volta est un monument de la ville italienne de Côme dédié à Alessandro Volta, ouvert en 1928. Alessandro Volta, physicien connu pour l'invention de la pile électrique, est né et mort à Côme.

## Histoire
Conçu et financé par l'industriel et mécène Francesco Somaini (it) (1855-1939), le mausolée se dressait autrefois en liaison avec l'exposition qui célèbre le premier centenaire de la mort d'Alessandro Volta (1927). Ses fonctions sont la préservation et la valorisation des souvenirs de Volta, qui, d'une manière ou d'une autre, peuvent être liés à l'éminent physicien et à l'histoire de Côme.

## Le monument
Le bâtiment a été conçu par l'architecte Federico Frigerio (1873-1959). Le temple se rapproche plus du style de Palladio que du néoclassicisme lombard et porte généralement une référence néoromane, un peu dissociée du contexte local.
Au-delà de l'aspect extérieur, le squelette du bâtiment est composé exclusivement de béton. La décoration est l'œuvre d'artistes. Tout l'intérieur est composé de bas-reliefs de scènes de la vie d'Alessandro Volta.

## Source de traduction
- (it) Cet article est partiellement ou en totalité issu de l’article de Wikipédia en italien intitulé « Tempio Voltiano » (voir la liste des auteurs).